# Video loco
Video Loco fue un programa de televisión chileno, emitido por Canal 13 entre 1991 y 2002. El espacio era la versión local del America's Funniest Home Videos, producido por el canal estadounidense ABC desde 1989, y consistía en bloopers o videos chistosos en distintas categorías, a las que se les añadía diálogos o expresiones dobladas al idioma local por los animadores para volverlas más chistosas al público.

## Historia
En sus inicios tenía como panelistas a Checho Hirane, Álvaro Salas, Eliseo Salazar y Carolina Arregui. La dinámica del programa era que cada panelista se caracterizaba por presentar diferentes tipos de videos; por ejemplo, los de Eliseo eran de deportes, los de Álvaro eran de animales y los de Carolina eran de niños.
En noviembre de 1994 se fue Arregui y se integró la exmodelo Paola Camaggi. En diciembre de ese mismo año, Salazar dejó el programa para radicarse en EE. UU. y competir en la Fórmula Indy, integrándose Claudia Conserva en 1995, pero en 1996 Video Loco empezaría a decaer.[cita requerida] En 1997 Hirane y Camaggi se fueron a Megavisión, y en agosto de ese año, se integraron la conductora Savka Pollak y el actor Fernando Kliche. Duró dos años con estos panelistas. En julio de 1999 se integra el actor Jorge Zabaleta, en reemplazo de Kliche que se fue a Megavisión; esta formación duró las temporadas 1999, 2000 y una mini temporada que se realizó en marzo de 2001. Hasta ese momento el día típico de emisión del programa era el viernes a las 22:00 horas.
Entre el 5 y el 26 de diciembre de 2001, en los días miércoles se emitió otra minitemporada (la segunda de ese año y compuesta por 4 capítulos) de Video Loco, que contó con Salas, Pollak y Zabaleta, sin embargo Claudia Conserva estuvo ausente en ese ciclo debido a que recién acababa de tener a su primer hijo: Renato, su lugar fue ocupado en los primeros dos capítulos por la actriz Amaya Forch, y en los dos restantes por la animadora Karla Constant.
En abril de 2002 volvió a transmitirse una minitemporada del programa, que volvió a emitirse los viernes y se compuso de la misma formación que había estado hasta marzo de 2001 (Salas, el regreso de Conserva, Pollak y Zabaleta), durante aquellos capítulos, además de los acostumbrados videos y concursos, el espacio recibió varios invitados especiales, entre ellos algunos históricos del programa como Eliseo Salazar. este terminó siendo el último ciclo en la historia de este programa.

## Retransmisión y programas similares
- En octubre de 2002, Canal 13 transmitió un programa llamado Planeta Loco, presentado por Cristian Sánchez y Javiera Contador, se transmitió los viernes en horario estelar haciendo un spinoff al clásico programa, duró 3 capítulos por lo que el canal lo cancela por bajo rating.
- El programa se retransmitió desde octubre a diciembre de 2008 en Canal 13 a las 11 de la mañana. Desde el mes de enero del año 2009 se retransmitió a las 8 de la mañana, en reemplazo del matinal Juntos, el show de la mañana.
- Entre 2008 y 2009, Canal 13 transmitió un programa de vídeos llamado Viernes de Lokkos, presentado por Eduardo Fuentes y Katty Kowaleczko, haciendo un homenaje al antiguo programa y ocupando su mismo horario.

## Panelistas
- Álvaro Salas (1991-2002)
- Checho Hirane (1991-1996)
- Carolina Arregui (1991-1994)
- Eliseo Salazar (1991-1994)
- Paola Camaggi (1994-1996)
- Claudia Conserva (1995-2001, 2002)
- Savka Pollak (1997-2002)
- Fernando Kliche (1997-1998)
- Jorge Zabaleta (1999-2002)
- Amaya Forch (2001)
- Karla Constant (2001)